# Cuisine levantine
La cuisine levantine est la cuisine traditionnelle de la région du Levant. Bien qu’elle soit maintenant divisée en plusieurs pays comprenant le Liban, Palestine, la Syrie, la Jordanie, la région constitue depuis des millénaires une unité culturelle : les différentes traditions architecturales, vestimentaires, musicales et culinaires y présentent de nombreux traits communs qui peuvent remonter aux époques perse, hellénistique, romaine, byzantine ou ottomane.
De nos jours, la cuisine levantine est l’une des quatre principales composantes de la cuisine méditerranéenne, avec la cuisine grecque, la cuisine juive et la cuisine arabe.

## Principaux plats
- Baklava
- Falafel
- Houmous
- Kebab
- Labné
- Pain pita
- Qatayef
- Tahini

## Spécificités par pays
- Cuisine irakienne
- Cuisine jordanienne
- Cuisine libanaise
- Cuisine palestinienne
- Cuisine syrienne
- Cuisine turque